# پرووایدا
پرووایدا (انگلیسی: Provida) شرکت خدمات مالی آمریکایی است، که در سال ۱۹۸۱ تأسیس شد.